# Horst Großmann
Horst Großmann (19 de novembro de 1891 - 4 de maio de 1972) foi um oficial alemão que serviu no Deutsches Heer durante a Segunda Guerra Mundial. Foi condecorado com a Cruz de Cavaleiro da Cruz de Ferro com Folhas de Carvalho.

## Condecorações
| Cruz de Ferro (1914) 2ª Classe                                      | 1 de outubro de 1914    |
| Cruz de Ferro (1914) 1ª Classe                                      | 25 de outubro de 1916   |
| Distintivo de Feridos (1914) em Preto                               |                         |
| Cruz Hanseática de Hamburgo                                         |                         |
| Cruz de Cavaleiro da Ordem da Casa Real de Hohenzollern com Espadas | 12 de novembro de 1917  |
| Cruz do Mérito da Guerra                                            |                         |
| Cruz de Honra da Guerra Mundial 1914/1918 in 1934                   |                         |
| Cruz de Ferro (1939) 2ª Classe                                      | 18 de maio de 1940      |
| Cruz de Ferro (1939) 1ª Classe                                      | 28 de maio de 1940      |
| Medalha da Frente Oriental                                          |                         |
| Cruz Germânica em Ouro                                              | 11 de fevereiro de 1943 |
| Cruz de Cavaleiro da Cruz de Ferro nº 434                           | 19 de julho de 1940     |
| Cruz de Cavaleiro da Cruz de Ferro com Folhas de Carvalho nº 292    | 4 de setembro de 1943   |
| Distintivo de Esportes do Reich                                     |                         |
| Condecoração por longo tempo de serviço na Wehrmacht 4ª a 1ª Classe |                         |
| Mencionado na Wehrmachtbericht                                      | 9 de março de 1943      |